# Марселіно Фердінан
Марселіно Фердінан (індонез. Marselino Ferdinan, нар. 9 вересня 2004, Джакарта) — індонезійський футболіст, нападник бельгійського клубу «Дейнзе».
Виступав, зокрема, за клуб «Персебая», а також національну збірну Індонезії.

## Клубна кар'єра
Народився 9 вересня 2004 року в місті Джакарта. Вихованець футбольної школи клубу «Персебая». Дорослу футбольну кар'єру розпочав 2021 року в основній команді того ж клубу, в якій провів два сезони, взявши участь у 30 матчах чемпіонату.
На початку 2023 року перейшов у клуб другого бельгійського дивізіону «Дейнзе».

## Виступи за збірну
27 січня 2022 року дебютував в офіційних іграх у складі національної збірної Індонезії в товариському матчі проти Східного Тимору (4:1). Свій перший гол він забив 14 червня 2022 року в матчі проти Непалу. 
Був викликаний на Кубок Азії 2023 року, де у першому ж матчі проти Іраку (1:3) забив гол.
| Дата       | Місто      | Господарі | Результат | Гості         | Турнір                               | Голи | Примітки |
| ---------- | ---------- | --------- | --------- | ------------- | ------------------------------------ | ---- | -------- |
| 27-1-2022  | Гіаньяр    | Індонезія | 4 – 1     | Східний Тимор | товариський матч                     | -    | 66'      |
| 30-1-2022  | Гіаньяр    | Індонезія | 3 – 0     | Східний Тимор | товариський матч                     | -    |          |
| 1-6-2022   | Гіаньяр    | Індонезія | 0 – 0     | Бангладеш     | товариський матч                     | -    | 65'      |
| 11-6-2022  | Ель-Кувейт | Індонезія | 0 – 1     | Йорданія      | Відбір до Кубка Азії 2023            | -    | 85'      |
| 14-6-2022  | Ель-Кувейт | Індонезія | 7 – 0     | Непал         | Відбір до Кубка Азії 2023            | 1    | 46'      |
| 24-9-2022  | Бандунг    | Індонезія | 3 – 2     | Кюрасао       | товариський матч                     | -    | 46'      |
| 27-9-2022  | Богор      | Індонезія | 2 – 1     | Кюрасао       | товариський матч                     | -    | 54' 60'  |
| 23-12-2022 | Джакарта   | Індонезія | 2 – 1     | Камбоджа      | Чемпіонат АСЕАН 2022 - Груповий етап | -    |          |
| 29-12-2022 | Джакарта   | Індонезія | 1 – 1     | Таїланд       | Чемпіонат АСЕАН 2022 - Груповий етап | -    | 87'      |
| 2-1-2023   | Маніла     | Філіппіни | 1 – 2     | Індонезія     | Чемпіонат АСЕАН - Груповий етап      | 1    | 83'      |
| 6-1-2023   | Джакарта   | Індонезія | 0 – 0     | В'єтнам       | Чемпіонат АСЕАН 2022 - півфінал      | -    | 90+4'    |
| 9-1-2023   | Ханой      | В'єтнам   | 2 – 0     | Індонезія     | Чемпіонат АСЕАН 2022 - півфінал      | -    | 78'      |
| Усього     |            | Матчів    | 12        |               | Голів                                | 2    |          |